# 吹田祐実
吹田 祐実（ふきた ゆみ、1994年1月3日 - ）は、日本の元ファッションモデル、元女優。青森県出身。タンバリンアーティスツに所属していた。

## 略歴
2005年、ローティーン向けファッション雑誌『ピチレモン』（学研）の読者モデルオーディションで準グランプリを受賞。同年9月から2008年7月号まで専属モデルとして活動した。
2007年1月、ミランカで配信されるWEBシネマ『リアルシスター』で女優としてデビュー。
2008年を最後に所属事務所を退所している。
2011年、高校のミスコンに出場。学級委員長を務める。

## 人物
- 学校ではバスケットボール部に所属している。
- 兄がいる。
- 高橋一生が好き。
- 好きな食べ物はオクラ。
- 特技は、ボイスパーカッション。
- 趣味は糠床作り。

## 出演

### WEB
- リアルシスター（ミランカ、2007年1月 - ） 横堀孝菜役

### 雑誌
- ピチレモン（学研、2005年9月 - 2008年7月）専属モデル
- ピュアピュア（辰巳出版）

## 受賞歴
2005年
- 第13回ピチレモンモデルオーディション 準グランプリ